# Adeline Dieudonné
Adeline Dieudonné (Brussel, 12 oktober 1982) is een Belgische Franstalige schrijfster en actrice. Haar debuutroman La Vraie Vie ('Het echte leven') won een reeks prijzen en verscheen in meer dan twintig talen.

## Biografie
Haar vader, de autocoureur Pierre Dieudonné, scheidde van haar moeder toen ze drie jaar oud was. Ze groeide op bij haar moeder en stiefvader in landelijke plaatsen in Waals-Brabant, omringd door dieren: eerst Profondsart en vervolgens Lasne. Tijdens haar schooltijd deed ze aan improvisatietheater en op haar achttiende ging ze een toneelopleiding volgen aan het Conservatorium van Brussel, om al snel over te schakelen naar de Cours Florent in Parijs.
Na het afbreken van haar studies deed Dieudonné diverse baantjes, onder meer in de horeca, de boekhouding en een interieurarchitectenbureau. Op zeker moment organiseerde ze verkoopavonden voor seksspeeltjes. In de creatieve sector werkte ze voor Philippe Geluck als productieassistente van La Minute du Chat. Ook ging ze weer aan improvisatietheater doen. 
Uit haar evenwicht gebracht door de aanslagen, de migratiecrisis en de ecologische crisis, zette ze zich in 2016 aan het schrijven, op aansporing van Thomas Gunzig. Haar eerste project was het toneelstuk Bonobo Moussaka, dat ze eind 2017 op de planken bracht in kleine zalen in Brussel en omstreken. Het was een monoloog waarin een moeder zich vragen stelt over haar toekomst en die van haar dochters. De kleine uitgever Éric Lamiroy publiceerde haar eerste novelle Seule dans le noir (2017) en bracht ook de toneeltekst in druk. Met haar tweede novelle Amarula (2018) won ze de Grand Prix van de Fédération Wallonie-Bruxelles. 
Het grote succes kwam met haar roman La Vraie Vie (2018), verschenen bij de Parijse uitgever L'Iconoclaste. Het boek werd onder meer bekroond met de Prix du roman Fnac, de Prix Renaudot des lycéens, de Prix Victor-Rossel en de Choix Goncourt de la Belgique. Haar volgende romans waren Kérozène (2021) en Reste (2023).

## Publicaties
- Seule dans le noir (2017), novelle
- Bonobo Moussaka (2018), theater
- Amarula (2018), novelle
- La Vraie Vie (2018), roman (Het echte leven, vert. Kris Lauwerys en Isabelle Schoepen, 2019)
- Chelly (2018), novelle
- Le Ventre idéal (2018), novelle
- L'Injuste destin du pangolin (2020), roman met Jérôme Colin, Eric Russon, Myriam Leroy en Sébastien Ministru
- Kérozène (2021), roman (Kerozine, vert. Annelies Kin en Nathalie Tabury, 2022)
- Baïla la petite louve (2021), jeugdboek met illustraties van Arnold Hovart
- Reste (2023), roman (Blijf, vert. Annelies Kin en Nathalie Tabury, 2023)

## Privé
Dieudonné is gescheiden en heeft twee dochters.

## Voetnoten
1. ↑  http://www.lalettredulibraire.com/2013/09/23/Palmar%C3%A8s-du-roman-FNAC.
2. ↑  (fr) Adeline Dieudonné au «Soir»: «J’ai eu une adolescence compliquée, j’étais disgracieuse et très seule». Le Soir (5 april 2019). Geraadpleegd op 24 juli 2024.
3. ↑  (fr) Adeline Dieudonné : attention, autrice féroce ?. Le Carnet et les Instants (2019). Geraadpleegd op 24 juli 2024.
4. ↑  (fr) Adeline Dieudonné: "J'acceptais comme une évidence qu'un garçon vaut plus qu'une fille". L'Echo (26 oktober 2018). Geraadpleegd op 24 juli 2024.

- Bibsys: 1615360582841
- Bibliothèque nationale de France: cb17765573c (data)
- Catàleg d'autoritats de noms i títols de Catalunya: 981058615286906706
- Gemeinsame Normdatei: 1167793579
- International Standard Name Identifier: 0000 0000 0060 1632
- Library of Congress Control Number: no2019028909
- Bibliotheek van het Japanse parlement: 001336941
- Nationale Bibliotheek van Tsjechië: xx0251613
- Nationale Bibliotheek van Israël: 987009706643705171
- Nederlandse Thesaurus van Auteursnamen: 420893431
- Système universitaire de documentation: 230181236
- Virtual International Authority File: 2537153834744264450002
- WorldCat: E39PBJpPDybhQxycbHgrcmgBT3